# مصطفی آجورلو
مصطفی آجورلو (زادهٔ ۱۳۳۹ تهران) نظامی بازنشسته، مدرس دانشگاه، مدیر اجرایی ایرانی است، که هم‌اکنون به‌عنوان عضو هیئت علمی دانشگاه امام حسین فعالیت می‌کند.
آجرلو دانش‌آموخته کارشناسی ارشد مدیریت دولتی از دانشگاه تهران و دکتری مدیریت سیستم‌ها از دانشگاه امام حسین است و فعالیت خود را از سپاه پاسداران انقلاب اسلامی در لشکر ۲۷ محمد رسول‌الله آغاز کرد. آجرلو سابقه مدیرعاملی باشگاه فوتبال پاس تهران، باشگاه استیل‌آذین، باشگاه تراکتورسازی تبریز و باشگاه فوتبال استقلال تهران را نیز در کارنامه شغلی خود دارا می‌باشد. وی همچنین دارای مدرک درجه یک مربیگری فوتبال است.

## تحصیلات

### آکادمیک
- ۱۳۷۲: لیسانس مدیریت از دانشگاه تهران[۲]
- ۱۳۷۵: فوق‌لیسانس مدیریت از دانشگاه تهران[۲]
- ۱۳۷۶: لیسانس نظامی[۲]
- ۱۳۹۱: دکترای مدیریت از دانشگاه امام حسین[۲]

### ورزشی
- ۱۳۷۰: مربیگری فوتبال درجه سه[۲]
- ۱۳۷۳: مربیگری فوتبال درجه دو[۲]
- ۱۳۷۷: مربیگری فوتبال درجه یک[۲]
- ۱۳۸۱: مدیریت استراتژیک در ورزش[۲]

## سوابق مدیریتی

### پاس تهران
مصطفی آجورلو در اواخر دهه ۷۰ به عنوان مدیر عامل باشگاه پاس تهران انتخاب شد. وی در این باشگاه دست به تحولاتی زد و پاس تهران را از سایر باشگاه‌های ایران متمایز کرد. ساخت استادیوم هشت هزار نفری دستگردی که ورزشگاه خانگی باشگاه پاس تهران بود، ساخت سالن‌های بدنسازی مدرن، ساختمان‌های اداری باشگاه پاس، سالن چند منظوره، چمن مصنوعی، خارج کردن پاس از باشگاه تک بعدی و راه اندازی چند تیم پاس در رشته‌های مختلف در کنار فوتبال، از جمله اقدامات وی در این باشگاه بود. همچنین افتتاح موزه کاپ قهرمانی‌های تیم پاس و تأسیس خبرگزاری ایپنا و روزنامه پاس جوان که در زمان خود به عنوان تنها خبرگزاری ورزشی کشور مطرح بود، از دیگر کارهای مهم آجورلو در باشگاه پاس بود.
بازگرداندن پاس به صف مدعیان فوتبال کشور با جذب مصطفی دنیزلی و بازیکنانی همچون خداداد عزیزی، نکونام، آرش برهانی و بازی‌های درخشان پاس در لیگ قهرمانان آسیا با وجود حذف را می‌توان از دیگر کارهای بزرگ آجورلو در تیم پاس تهران نام برد. تیم پاس تهران در لیگ برتر فصل ۸۳–۸۲ با هدایت مجید جلالی و مدیریت آجورلو به قهرمانی لیگ دست یافت.

### استیل آذین
آجورلو در یک دوره، مدیریت باشگاه استیل‌آذین را پذیرفت. هر چند این تیم در دوره اول حضورش در رده ششم لیگ برتر ایران قرار گرفت، اما در سال دوم این تیم در لیگ برتر با وجود داشتن ستاره‌هایی نظیر علی کریمی، حسین کعبی، علی‌رضا واحدی نیکبخت، فریدون زندی و مهدی مهدوی‌کیا در تاریخ ۱۱ شهریور ۸۹ و در هفته پنجم لیگ استعفا داد و این تیم در انتهای فصل با قرار گرفتن در رده آخر لیگ برتر به لیگ دسته اول سقوط کرد.

### انتخابات فدراسیون فوتبال
مصطفی آجورلو در انتخابات سال ۸۶ فدراسیون فوتبال نتوانسته بود مجوز حضور در این انتخابات را به دست بیاورد؛ و بعد از حضور علی‌آبادی وزیر ورزش در انتخابات با دستور مستقیم محمود احمدی‌نژاد و تعلیق فوتبال و بعد از آن انتخاب علی کفاشیان به ریاست فدراسیون برای دو دوره انتخاب شد. اما در انتخابات ریاست فدراسیون فوتبال در سال ۱۳۹۵ شرکت کرد. او در این انتخابات با مهدی تاج و عزیزالله محمدی برای کسب ریاست فدراسیون فوتبال رقابت کرد تا این که با کسب ۱۵ رأی در مقابل ۵۰ رأیِ مهدی تاج و ۶ رأی عزیزالله عزیزمحمدی، نتوانست به ریاست این فدراسیون دست یابد. آجورلو پس از شکست در انتخابات، مشروعیت انتخابات را زیر سؤال برد و آن را سیاسی خواند و گفت فرقی بین دولت احمدی‌نژاد و روحانی نیست. وی همچنین انتقادات تندی به وزیر ورزش و جوانان و جهانگیری معاون رئیس‌جمهور داشت و خواستار علنی کردن روابط سه مقام فوتبال و دولت در انتخابات ریاست فدراسیون فوتبال از سوی وزارت اطلاعات شد. وی دولت را متهم به «مهندسی انتخابات» برای برنده شدن مهدی تاج کرد که به توصیه معاون اول دولت انجام شده‌است. آجورلو در مصاحبه با رسانه‌ها اعلام کرد، دولت به واسطه وزارت ورزش و برخی چهره‌های سیاسی در انتخابات دخالت کرده و از اعضا خواسته به مهدی تاج رای بدهند.
آجورلو در انتخابات سال ۹۹ فدراسیون فوتبال که توانسته بود مجوز حضور در انتخابات را به دست بیاورد در این انتخابات با شهاب الدین عزیزی خادم، کیومرث هاشمی و علی کریمی برای کسب ریاست فدراسیون فوتبال رقابت کرد تا این که با کسب ۱۸ رأی در مقابل ۳۵ رأیِ عزیزی خادم، ۲۴ رأی کیومرث هاشمی و ۹ رای علی کریمی، نتوانست به ریاست این فدراسیون دست یابد.
باتوجه به این که عزیزی خادم نتوانست ۵۰+۱٪ از آرا را جلب کند، کار به دور دوم کشیدو این بار شهاب الدین عزیزی خادم ۴۷ رای گرفت و کیومرث هاشمی ۳۸ رای را به خود اختصاص داد تا خادم برنده انتخابات سال ۱۳۹۹ فدراسیون فوتبال لقب گیرد.

### تراکتورسازی
مصطفی آجورلو که مدیر کل تربیت بدنی سپاه بود، در سال‌های ۱۳۹۳ تا ۱۳۹۵ در هیئت مدیره باشگاه تراکتورسازی حضور داشته و حتی به عنوان نایب رئیس هیئت مدیره باشگاه تراکتورسازی انتخاب شد. در سال ۱۳۹۴ بعد از استعفای جمشید نظمی، نام آجورلو به عنوان مدیر بعدی تراکتورسازی مطرح شد، اما در نهایت سعید عباسی به عنوان مدیر عامل این باشگاه معرفی شد. تا این که در خرداد ۱۳۹۵، با استعفای سعید عباسی، آجورلو به عنوان مدیر عامل باشگاه انتخاب شد.

### خلاصهٔ سوابق شغلی
- ۱۳۶۸–۱۳۶۰: مسئول آموزش در لشکر ۲۷ محمد رسول‌الله و ستادهای مختلف سپاه پاسداران انقلاب اسلامی و نیروهای مسلح[۲]
- ۱۳۷۴–۱۳۶۹: جانشین معاونت تربیت‌بدنی سپاه پاسداران[۲]
- ۱۳۸۴–۱۳۷۰: رئیس هیئت فوتبال نیروهای مسلح[۲]
- ۱۳۷۷–۱۳۷۴: عضو هیئت علمی دانشگاه امام حسین[۲]
- ۱۳۷۷–۱۳۷۵: مدیرعامل باشگاه مقاومت[۲]
- ۱۳۷۸–۱۳۷۷: مدیرعامل باشگاه فرهنگی ورزشی فتح[۲]
- ۱۳۸۰–۱۳۷۷: نایب‌رئیس اتحادیه فوتبال[۲]
- ۱۳۸۴–۱۳۷۹: مدیرعامل باشگاه فرهنگی ورزشی پاس[۲]
- ۱۳۸۴–۱۳۷۹: مدیرکل تربیت‌بدنی نیروی انتظامی[۲]
- ۱۳۸۲–۱۳۸۰: دبیرکل اتحادیه فوتبال[۲]
- ۱۳۸۴–۱۳۸۱: رئیس هیئت‌مدیره خبرگزاری ورزش ایران (ایپنا)[۲]
- ۱۳۸۴–۱۳۸۲: مدیر مسئول روزنامه پاس جوان[۲]
- ۱۳۸۶–۱۳۸۴: رئیس سازمان ورزش شهرداری تهران[۲]
- ۱۳۸۶–۱۳۸۴: مدیرعامل شرکت شهر ورزش[۲]
- ۱۳۸۸–۱۳۸۹: مدیرعامل باشگاه استیل آذین[۲]
- ۱۳۸۹–۱۳۹۴: رئیس سازمان ورزش سپاه پاسداران[۲]
- ۱۳۹۷–۱۳۹۵: مدیر عامل باشگاه تراکتورسازی تبریز[۱۴]
- ۱۴۰۰–۱۴۰۱: مدیرعامل باشگاه استقلال تهران

## افتخارات ورزشی
- ۱۳۷۴: نایب قهرمانی تیم فوتبال نیروهای مسلح در مسابقات ارتش‌های جهان به عنوان رئیس هیئت فوتبال نیروهای مسلح[۲]
- ۱۳۸۲: قهرمانی در لیگ برتر فوتبال ایران به عنوان مدیرعامل باشگاه پاس[۲]
- ۱۳۸۴ و ۱۳۸۱: دو بار نایب‌قهرمانی لیگ‌برتر فوتبال ایران به عنوان مدیرعامل باشگاه پاس[۲]
- ۱۳۸۴: صعود به مرحله یک چهارم نهایی لیگ قهرمانان آسیا به عنوان مدیرعامل باشگاه پاس[۲]
- ۱۳۸۲ و ۱۳۸۳: تأسیس تیم فوتسال و کسب عنوان قهرمانی و نایب قهرمانی مسابقات لیگ برتر فوتسال باشگاه‌های کشور به عنوان مدیرعامل باشگاه پاس
- ۱۳۸۴: صعود به مرحله یک چهارم نهایی لیگ قهرمانان باشگاه‌های آسیا به عنوان مدیرعامل باشگاه پاس
- ۱۳۹۶:کسب عنوان نایب قهرمانی جام حذفی و جایگاه سوم لیگ برتر همچنین سهمیه حضور در لیگ قهرمانان آسیا به عنوان مدیرعامل تراکتورسازی

- ۱۴۰۱: کسب عنوان قهرمانی لیگ برتر ایران به عنوان مدیرعامل استقلال تهران

## کتب و مقالات علمی
- مقاله: ارائه استراتژی منابع انسانی تیم فوتبال تراکتورسازی
- کتاب: راه پیشرفت
- بازاریابی ورزشی در باشگاه‌های حرفه ای فوتبال